# 筧美和子
筧 美和子（かけい みわこ、1994年3月6日 - ）は、日本の女優、タレント、元グラビアアイドル。東京都世田谷区池尻出身。プラチナムプロダクション所属。

## 経歴
デビューのきっかけは、高校在学中の2011年、友人と行ったファッションショーでのスカウト。
2013年5月、リアリティ番組『テラスハウス』（フジテレビ系列）に出演。
9月14日、ワンライフモデルオーディションで準グランプリに選ばれる。9月23日、北海道日本ハムファイターズのイースタン本拠地最終戦で始球式を務める。10月5日、視聴者による一般投票により6万8322ポイントを獲得して、『めざましテレビ』（フジテレビ系列）の「ココ調」木曜リポーターに選ばれる。12月19日、初のオフィシャル・ブック『みーこ Miwako Kakei 1st Official Book』（KADOKAWA）が刊行される。
2014年2月放送のテレビドラマ『最高の離婚Special 2014』（フジテレビ系列）で女優としても本格デビュー。
4月4日、篠山紀信撮影の1st写真集『ヴィーナス誕生』（幻冬舎）が発売される。
2014年6月23日発売のファッション雑誌『JJ』8月号から同誌の専属モデルとして活動。2019年8月23日発売の10月号で同誌を卒業した。
2021年2月、新型コロナウイルスの濃厚接触者に該当することが発表される。主演が予定されていたドラマ『ももいろ あんずいろ さくらいろ』（2月21日 - 3月28日、朝日放送テレビ）は出演を見合わせ、奥仲麻琴が代役を務めた。
2024年1月29日発売の『週刊プレイボーイ』7号（集英社）の表紙・巻頭グラビアに登場。約5年ぶりに撮り下ろしグラビアを披露。4月26日には、約7年半ぶりとなる4th写真集『ゴーみぃー』（集英社）が発売された。
2016年4月から2020年4月まで『アッパレやってまーす!』（MBSラジオ）にレギュラー出演（2016年から2018年までは水曜日、2018年から2020年までは火曜日）。一度は番組を卒業したが、2024年4月から再びレギュラーとして戻ってきた。
2025年3月3日、自らのInstagramに於いて交際中としていた一般人男性との結婚を発表した。

## 人物
- 趣味は、絵を観たり描いたりすること、音楽観賞、旅。特技は、バレーボール、クラシックバレエ。
- 姉と弟の3人姉弟の次女[26]。
- 曾祖母がロシア人であり、筧自身はハーフクォーター（16分の1）になる[27]。
- 好きな食べ物は春巻き、カレー、りんごジュース[27]。
- 実家は天ぷら屋を営む老舗『天ぷら 筧』。メディアには2025年の時点で三代続いている、父は家庭では料理せずそこは線引きしていると答えている[4]。
- 『テラスハウス』のメンバーとの関係は「友達っていうよりは、気の許せる仲間みたいな感じ」だという[28]。住岡梨奈については「普段だったらお母さんに話していたような話を全部聞いてもらうようになった」と語っている[29][注 2]。今井華や近藤あや[31]とも仲が良く、頻繁に会っている[32]。また、元メンバー以外では新川優愛が「たぶん私は筧美和子に会いすぎてて彼氏が出来ない」と語るほど親密で、「何でも話を聞いてくれるので、私の癒しですね」とも評している[33]。
- ファーストキスは16歳の頃と告白している[34]。

### 受賞歴
- シューズドレッサー賞（2014年）
- Yahoo!検索大賞 2014・モデル部門[35]

## 出演

### バラエティ
- テラスハウス（2013年、フジテレビ）[36]
- すぽると!（2013年3月 - 9月、フジテレビ）
- 噂の現場直行ドキュメン ガンミ!!（2013年10月 - 、TBS）
- めざましテレビ（「ココ調」リポーター、2013年10月 - 2014年9月、フジテレビ）[37]
- 次ナルTV（2015年4月16日 - 9月17日、フジテレビ） - MC[注 3][38]
  - 「パジャマ宣伝大使」（2015年4月16日 - ）
  - 「ビショ濡れ宣伝大使」（2015年7月2日 - ）[39]
- ヨソで言わんとい亭
〜ココだけの話が聞ける（秘）料亭〜（2016年4月29日、テレビ東京）
- オタ恋（2016年7月2日 - 16日・2017年1月21日、BS朝日）
- とんねるずのみなさんのおかげでした 「史上最大の全落美ら海2時間半SP」（2017年3月23日、フジテレビ）
- バカリズムの新説ハラスメント大事典（2018年10月23日・30日、TVQ九州放送）
- 水バラ ｢ローカル路線バス対決旅 路線バスで鬼ごっこ！群馬･高崎〜伊香保温泉｣[40]（2021年1月20日、テレビ東京） - 太川チームで参戦、OPトーク中に｢※撮影は11月中旬に行われました｣とテロップ有

### テレビドラマ
- 明日の光をつかめ -2013 夏-（2013年8月21日、東海テレビ） - 大学生 役
- 最高の離婚Special 2014（2014年2月8日、フジテレビ） - 依田令美 役[12]
- 失恋ショコラティエ 第2話（2014年1月20日、フジテレビ） - リポーター 役
- 水球ヤンキース（2014年7月12日 - 9月20日、フジテレビ） - 前畑涼子 役[41]
- 黒服物語（2014年10月 - 12月、テレビ朝日） - 真央 役[42]
- 連続テレビ小説 まれ 第20週（2015年、NHK総合） - 古川麻由子 役
- トランジットガールズ 第2話（2015年11月14日、フジテレビ） - カメオ出演[43]
- OLですが、キャバ嬢はじめました（2016年6月20日 - 7月18日、MBS・TBS系） - カズミ 役[44]
- THE LAST COP/ラストコップ episode0 第1話（2016年9月3日、日本テレビ） - 通りすがりの筧美和子 役
- CRAZY（2016年10月5日、TOKYO MX系） - 主演・柚木芽衣子 役[45]
- 東京タラレバ娘 第2話（2017年1月25日、日本テレビ） - 笹崎まりか 役
- 増山超能力師事務所 第9話（2017年3月2日、日本テレビ） - 松澤萌 役
- マッサージ探偵ジョー 第9話（2017年6月11日、テレビ東京） - 野田ひとみ 役
- フリンジマン〜愛人の作り方教えます〜（2017年10月8日 - 12月24日、テレビ東京） - 山口詠美 役[46]
- 刑事ゆがみ 第8話（2017年11月30日、フジテレビ） - ウエイトレス 役（カメオ出演）
- 日曜ワイド・しんがん〜警視庁お宝捜査（2018年2月18日、テレビ朝日） - 井津川真琴 役[47]
- Missデビル 人事の悪魔・椿眞子 第4話（2018年5月5日、日本テレビ） - 中山花憐 役
- 世にも奇妙な物語 春の特別編 「不倫警察」（2018年5月12日、フジテレビ） - 京野鈴香 役
- いつかこの雨がやむ日まで（2018年8月4日 - 9月29日、東海テレビ） - 三上沙耶 役
- フェイクニュース あるいはどこか遠くの戦争の話 後編（2018年10月27日、NHK総合） - 和田心菜 役
- コールドケース 〜真実の扉〜（シーズン2）第9話 シベリアの涙（2018年12月8日、WOWOW） ‐ 秘書 役
- ゆうべはお楽しみでしたね（2019年1月9日 - 2月13日、TBSテレビ） - ひなの 役
- 名古屋行き最終列車2019（2019年1月22日、メ〜テレ） - 里美 役
- フルーツ宅配便 第7話（2019年2月23日、テレビ東京） - サクランボ 役
- 家売るオンナの逆襲 第6話（2019年2月13日、日本テレビ） - 尾田まり 役
- あなたの番です 第2話（2019年4月21日 - 、日本テレビ） - 桜木るり 役[48]
- 緊急取調室 THIRD SEASON 第3話（2019年4月25日、テレビ朝日） - 宝城理沙 役[49]
- ミストレス〜女たちの秘密〜 第5話（2019年5月17日 - 、NHK総合） - ミキ 役
- これは経費で落ちません! 第8話（2019年9月13日、NHK総合） - 荒井樹菜 役[50]
- 抱かれたい12人の女たち 第4話（2019年10月27日、テレビ大阪） - 100人斬りの女 役[51]
- 知らない人んち（仮）〜あなたのアイデア、来週放送されます!〜（2019年11月5日 - 26日、テレビ東京） - 主演・YouTuber・きいろ役[52]
- ペンション・恋は桃色（2020年1月17日 - 2月14日、フジテレビ） - カズハ 役[53]
- LINEの答えあわせ〜男と女の勘違い〜（2020年2月2日 - 4月5日、読売テレビ） - 吉川沙羅 役[54]
- 鈍色の箱の中で（2020年2月9日 - 3月15日、テレビ朝日） - 河野綾芽 役
- ギルティ〜この恋は罪ですか?〜（2020年4月2日 - 、読売テレビ・日本テレビ系） - 西村若菜 役
- ピーナッツバターサンドウィッチ（2020年4月3日 - 、毎日放送） - 山下美和 役[55]
- 年下彼氏 第12話（2020年5月17日、朝日放送テレビ） - ヒロイン・美弥子 役[56]
- 家政夫のミタゾノ特別編（2020年5月29日、テレビ朝日） - 吉野美玖 役
- 日暮里チャーリーズ 第2話（2020年8月9日、朝日放送テレビ） - 師山マリ 役
- 恋はDeepに（2021年4月14日 - 6月9日、日本テレビ） - 山内可憐 役[57]
- ガル学。〜ガールズガーデン〜（2021年7月7日 - 9月29日、テレビ東京） - 御々多ナツ 役[58]
- 古見さんは、コミュ症です。（2021年9月6日 - 11月1日、NHK） - 阿瀬志吹 役[59]
- 真犯人フラグ 第7話（2021年11月28日、日本テレビ） - 桜木るり 役[注 4][60]
- 婚活探偵 第5話・第6話（2022年2月5・12日、BSテレ東） - 高野絵摩 役[61]
- 精神分析医 氷室想介の事件簿〜超高層ビル密室殺人の謎〜（2022年2月26日、BS-TBS） - 川井舞 役[62]
  - 精神分析医 氷室想介の事件簿2-ベストセラー小説に隠された殺人事件の謎-（2023年10月1日、BS-TBS・BS-TBS4K）[63]
- 女王の法医学〜屍活師〜2（2022年3月21日、テレビ東京） - 三島茜 役[64]
- NHK特集ドラマ 混声の森（2022年3月26日・27日、NHK BS4K / 2022年7月23日・30日、NHK BSプレミアム） - ルミ子 役
- しろめし修行僧 第7話（2022年5月21日、テレビ東京） - 松井麗華 役[65]
- 何かおかしい 第2話（2022年6月8日、テレビ東京） - CHAMI 役[66]
- イケメン共よ メシを喰え（2022年7月10日 - 9月25日、テレビ大阪・BSテレビ東京） - 主演・池田好美 役[67]
- 純愛ディソナンス（2022年7月14日 - 9月22日、フジテレビ） - 小坂由希乃 役[68][69]
- NICE FLIGHT!（2022年7月22日 - 9月9日、テレビ朝日） - 本谷光希 役
- WOWOWオリジナルドラマ オカルトの森へようこそ（2022年7月22日 - 8月26日、WOWOW） - 三好麻理亜 役[70]
- WOWOWオリジナルドラマ ワンナイト・モーニング 最終話「肉まん」（2022年9月23日、WOWOW） - 満島穂乃果 役[71]
- 霊媒探偵・城塚翡翠 第2話（2022年10月23日、日本テレビ） - 新谷由紀乃 役[72]
- それでも結婚したいと、ヤツらが言った。 第1・2話（2023年1月5日・12日、テレビ東京） - 片山（新山）由美 役
- 忍者に結婚は難しい（2023年1月5日 - 3月16日、フジテレビ） - 音無恵美 役[73]
- 来世ではちゃんとします3 第4話・第5話（2023年1月26日・2月2日、テレビ東京） - 華 役[74]
- やわ男とカタ子（2023年8月7日 - 、テレビ東京） - 小野きよ香 役[75]
- 満タサレズ、止メラレズ（2024年6月23日 - 、朝日放送テレビ） - 主演・村田麻衣 役（鈴木ゆうかとダブル主演）[76]
- ROOM〜史上最悪の一期一会（2024年8月27日 - 9月24日、BS-TBS・BS-TBS 4K） - 大槻めぐみ 役[77]
- めんつゆひとり飯2（2024年10月2日 - 12月25日、BS松竹東急） - 面堂草子 役[78]
- ムサシノ輪舞曲（2025年4月19日 - 6月21日、テレビ朝日） - 永峰小夜子 役[79]

### 映画
- 鍵泥棒のメソッド（2012年9月15日、クロックワークス）
- 劇場版 仮面ライダードライブ サプライズ・フューチャー（2015年8月8日、東映） - 花咲未来 役[80]
- サマーソング（2016年9月17日、クラスター）
- 闇金ウシジマくん Part3（2016年9月22日、東宝映像事業部＝S・D・P） - 花蓮 役[81]
- 犬猿（2018年2月10日、東京テアトル） - 幾野真子 役[82]
- スマホを落としただけなのに（2018年11月2日、東宝） - 天城千尋 役[83]
- フード・ラック!食運（2020年11月20日、松竹） - 的場涼子 役[84]
- 孤狼の血 LEVEL2（2021年8月20日、東映） - 神原千晶 役
- 幕が下りたら会いましょう（2021年11月26日、SPOTTED PRODUCTIONS） - 斎藤尚 役[85]
- オカルトの森へようこそ THE MOVIE（2022年8月27日） - 三好麻理亜 役
- 向田理髪店（2022年10月7日、福岡・熊本で先行公開。10月14日全国公開） - 三橋早苗 役[86]
- 静かなるドン（2023年5月12日、ティ・ジョイ） - 秋野明美 役[87]
  - 静かなるドン2 前編（2024年9月13日、ティ・ジョイ）[88]
  - 静かなるドン2 後編（2024年9月27日、ティ・ジョイ）[88]
- ゾン100〜ゾンビになるまでにしたい100のこと〜（2023年8月3日、Netflix）[89]
- 違う惑星の変な恋人（2024年1月26日、SPOTTED PRODUCTIONS） - グリコ 役[90]
- 新米記者トロッ子 私がやらねば誰がやる!（2024年8月9日、東映ビデオ / SPOTTED PRODUCTIONS） - 山内 役[91]
- トラウマ。〜日常に潜む恐怖をあなたに〜 第2編「声の向こう側にある真理」（2024年9月6日、松竹OSD事業室） - 主演[92]
- オオムタアツシの青春（2025年9月公開予定） - 主演・五十嵐亜美 役[93][94]

### 配信ドラマ
- 走れ!サユリちゃん（2015年11月27日配信開始、日テレ無料TADA / Umabi） - 武富玲奈 役[95]
- 仮面ライダーBLACK SUN（2022年10月28日配信開始、Amazon Prime Video） - アネモネ怪人 役[96]
- 賭けからはじまるサヨナラの恋（2023年7月20日配信開始、U-NEXT） - 山田理子 役[97]
- TOKYO butterfly NIGHT（2025年4月10日配信開始、YouTube 他） - 梅村芹亜 役[98]

### ウェブテレビ
- Kissうぃ～ね！（2016年4月14日 - 11月10日、AbemaTV） - MC※週替わり
- モヤモヤさまぁ～ず２（配信オリジナル）ムチムチさまぁ～ず３・しこしこさまぁ～ず３（2017年8月17日 - 9月17日・10月15日 -、ネットもテレ東・テレビ東京YouTube  ch）進行
- 極楽とんぼKAKERUTV（2017年8月10日 - 2019年、AbemaTV）準レギュラー

### CM
- メルカリ フリマアプリ「mercari」
- ロート製薬
  - 『肌研（ハダラボ）』 極水「驚きのうるおい」（2014年9月 - ）
  - 「デオボール」（2015年4月 - ）[99][100]
- ディー．オー．ディー．「冬スポ!!14」公式イメージガール（2014年9月 - 2015年2月）[101]
- LINEゲーム ゲットリッチ（2014年12月 - ）[102]
- 全国自治宝くじ事務協議会「年末ジャンボ宝くじ」（2017年11月 - ）[103]
- 新生フィナンシャル レイクALSA（2018年10月 - 2022年6月） - 滝藤賢一と共演[104][105]
- 資生堂 uno CREAM PERFECTION（2018年12月）
- アップルオートネットワーク（2019年1月 - ）[106]
- スクウェア・エニックス「RANBU 三国志乱舞」（2020年11月 - ）[107]
- 池田模範堂 MUHIバストップケア「バストアンバサダー」篇（2021年5月 - ） - 田中えみと共演
- 日本ハム「Meatful」（2022年10月 - ）[108]

### ラジオ
- アッパレやってまーす!（MBSラジオ）
  - 水曜日（2016年4月6日 - 2018年4月4日）
  - 火曜日（2018年4月10日 - 2020年3月31日）
  - 水曜日（2024年4月24日 - ）[23]

### ランウェイ
- 東京ガールズコレクション2014SS（2014年3月1日）
- 東京ランウェイ2014SS（2014年3月21日）
- KOBE COLLECTION

### 舞台
- 東京俳優市場2012春（2012年）

### 雑誌
- JJ（専属モデル、2014年8月号 - 2019年10月号）[15][16]
- ヤングマガジン
- 週刊プレイボーイ
- 週刊少年マガジン
- フライデー (雑誌)
- ViVi
- mini
- with
- Zipper
- CUTiE
- UOMO（2014年8月号巻末連載「美女標本箱」）

### カタログ
- PEACH JOHN

### ミュージックビデオ
- HY「会いたい」（2014年）
- GENERATIONS from EXILE TRIBE「DREAMERS」（2019年）[109]
- ハナレグミ「MY夢中」（2023年）

### イベント
- Galaxy World Tour 2015 TOKYO（2015年）[110]

### イメージキャラクター
- ビューティースリー「C3」（2019年）[111]
- 平塚競輪場（2023年）[112]

## 作品

### 映像作品
- みーこ（2014年9月25日、QH映像）

### 写真集
- みーこ Miwako Kakei 1st Official Book（2013年12月19日、KADOKAWA、編集：GIRLS PEDIA編集部）ISBN 978-4047293694
- ヴィーナス誕生（2014年4月4日、幻冬舎、撮影：篠山紀信）ISBN 978-4344025592
- Me（JJムック）（2016年11月16日、光文社、撮影：倉本ゴリ）ISBN 978-4334842857[113]
- Parallel（JJムック）（2016年11月16日、光文社、撮影：倉本ゴリ）ISBN 978-4334842864[113]
- ゴーみぃー（2024年4月26日、集英社、撮影：佐内正史）ISBN 978-4-08-790158-0[114]